# Fußballer des Jahres (Montenegro)

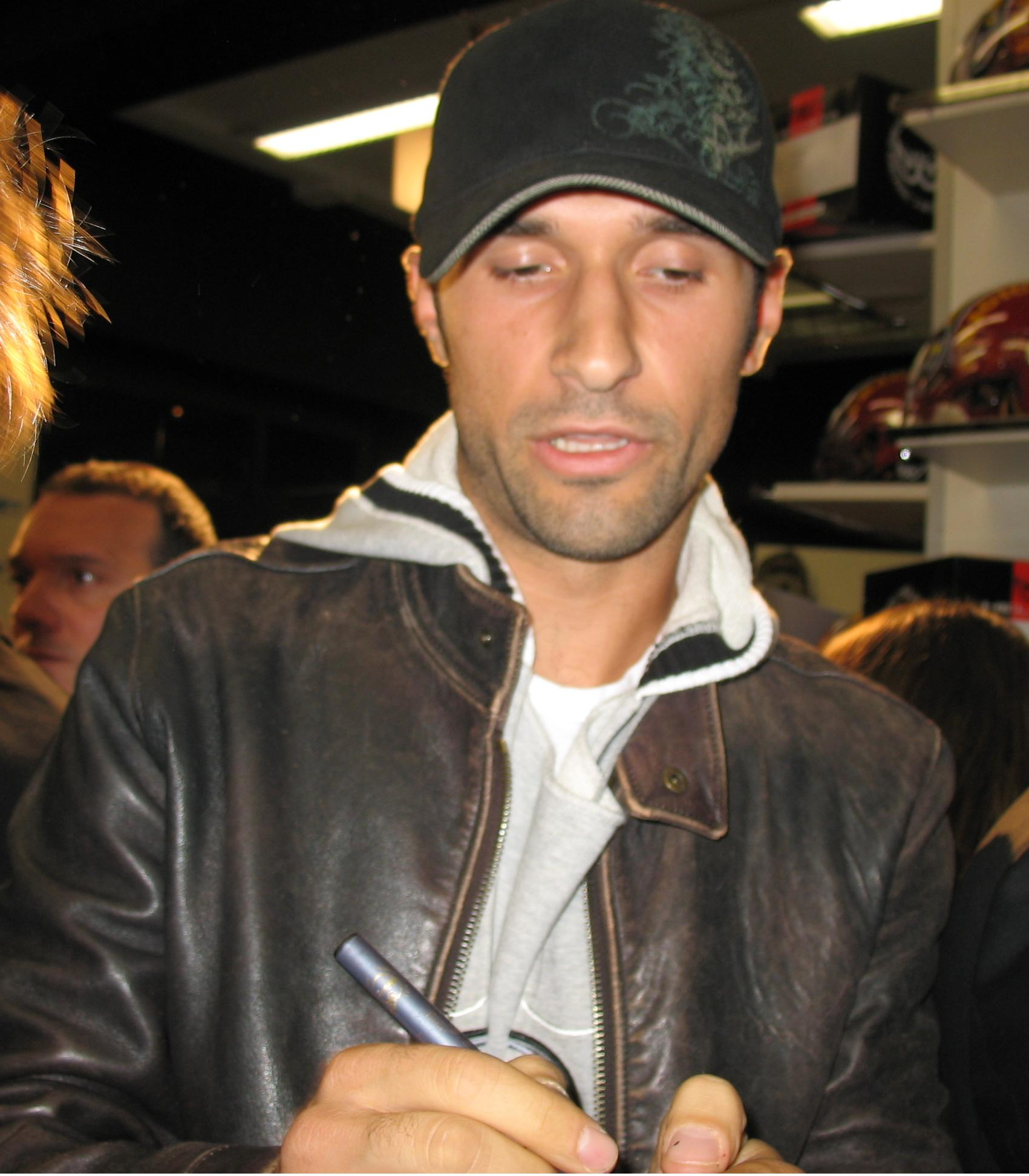
Mirko Vučinić ist der Rekord-Fußballer des Jahres.

Als Fußballer des Jahres wird in Montenegro jährlich der herausragendste Spieler eines Jahres geehrt. Der Fußballer des Jahres wird von den Mannschaftskapitänen und Trainern der Prva Crnogorska Liga gewählt und vom montenegrinischen Fußballverband FSCG geehrt. Als Kandidaten kommen alle montenegrinischen Spieler in Frage. Die Auszeichnung wird seit 2006, dem Gründungsjahr des Verbandes, vorgenommen. Mirko Vučinić war der erste Titelträger und ist mit insgesamt sieben Auszeichnungen der am häufigsten gewählte Spieler.
Mit einem Alter von 20 Jahren bei seiner ersten Wahl im Jahr 2009 ist Stevan Jovetić, der bis 2013 einzig andere Ausgezeichnete, der bisher jüngste Spieler, dem diese Ehrung zuteilwurde.
Bis einschließlich 2013 wurden nur Spieler gewählt, die bei italienischen Vereinen in der Serie A spielen. 2014 wurde mit Marko Baša erstmals ein in Frankreich spielender Spieler und zudem erstmals ein Abwehrspieler gewählt. Er ist damit auch der bisher älteste ausgezeichnete Spieler.
Bereits 1983 wurde der in Montenegro geborene Zoran Simović zu Jugoslawiens Fußballer des Jahres gewählt.

## Liste der Titelträger

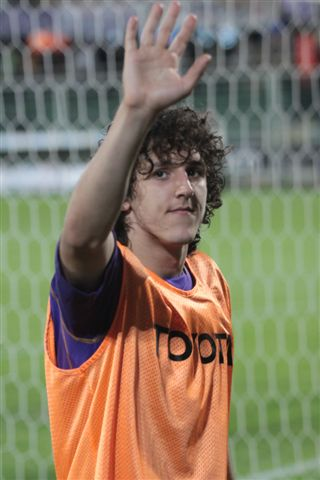
Stevan Jovetić ist der jüngste ausgezeichnete Fußballer.

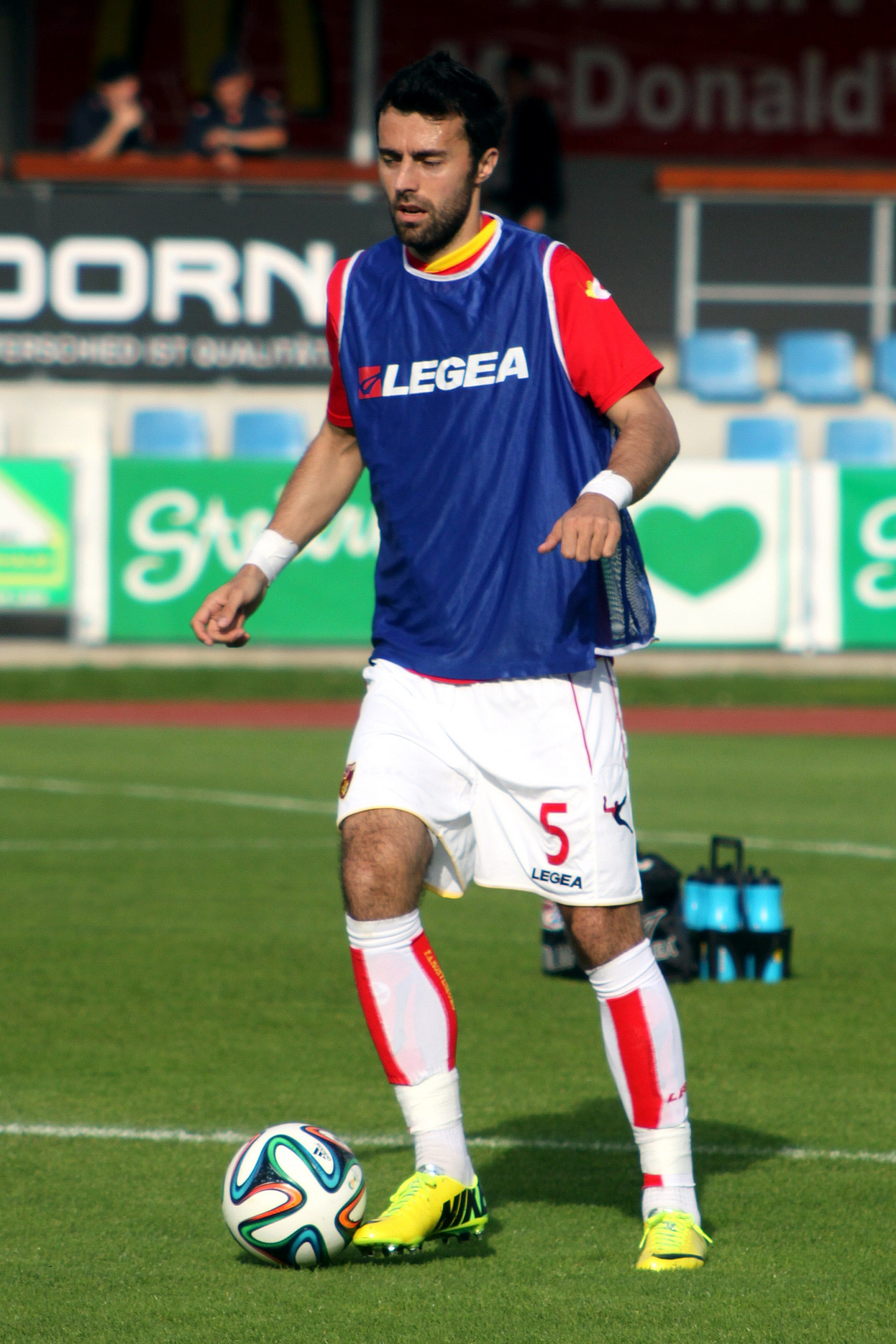
Marko Baša, Fußballer des Jahres 2014

- Jahr: Nennt das Jahr, in dem der Spieler gewählt wurde.
- Name: Nennt den Namen des Spielers.
- Nationalität: Nennt die Nationalität des Spielers.
- Verein: Nennt den Verein, für den der Spieler zum damaligen Zeitpunkt gespielt hat. Fett gedruckte Vereine wurden in dem Jahr Meister.
- Position: Nennt die Position des Spielers: Tor, Abwehr, Mittelfeld, Sturm.

| Jahr | Sieger         | Sieger                        | Zweiter                      | Zweiter                         | Dritter                       | Dritter                       |
| Jahr | Name           | Verein(e)                     | Name                         | Verein(e)                       | Name                          | Verein(e)                     |
| ---- | -------------- | ----------------------------- | ---------------------------- | ------------------------------- | ----------------------------- | ----------------------------- |
| 2006 | Mirko Vučinić  | AS Rom                        |                              |                                 |                               |                               |
| 2007 | Mirko Vučinić  | AS Rom                        |                              |                                 |                               |                               |
| 2008 | Mirko Vučinić  | AS Rom                        | Stevan Jovetić               | AC Florenz                      | Simon Vukčević Nikola Drinčić | Sporting Lissabon Amkar Perm  |
| 2009 | Stevan Jovetić | AC Florenz                    |                              |                                 |                               |                               |
| 2010 | Mirko Vučinić  | AS Rom                        | Stevan Jovetić               | AC Florenz                      | Mladen Božović                | Partizan Videoton FC          |
| 2011 | Mirko Vučinić  | Juventus Turin                |                              |                                 |                               |                               |
| 2012 | Mirko Vučinić  | Juventus Turin                |                              |                                 |                               |                               |
| 2013 | Mirko Vučinić  | Juventus Turin                | Stevan Jovetić               | Manchester City                 | Dejan Damjanović              | FC Seoul                      |
| 2014 | Marko Baša     | OSC Lille                     | Stevan Jovetić               | Manchester City                 | Mirko Vučinić                 | Juventus Turin al-Jazira Club |
| 2015 | Stevan Jovetić | Manchester City Inter Mailand | Dejan Damjanović             | Beijing Guoan                   | Marko Baša                    | OSC Lille                     |
| 2016 | Stefan Savić   | Atlético Madrid               | Stevan Jovetić               | Inter Mailand                   | Marko Baša                    | OSC Lille                     |
| 2017 | Stefan Savić   | Atlético Madrid               | Stevan Jovetić Marko Vešović | AS Monaco HNK Rijeka            |                               |                               |
| 2018 | Stefan Savić   | Atlético Madrid               | Stefan Mugoša                | Sheriff Tiraspol Incheon United | Stevan Jovetić Marko Vešović  | FC Sevilla HNK Rijeka         |
| 2019 | Stefan Mugoša  | Incheon United                | Stefan Savić                 | Atlético Madrid                 | Marko Vešović                 | Legia Warschau                |
| 2020 | Stefan Savić   | Atlético Madrid               | Stevan Jovetić               | AS Monaco                       | Stefan Mugoša                 | Incheon United                |
| 2021 | Stefan Savić   | Atlético Madrid               | Stevan Jovetić               | AS Monaco Hertha BSC            | Igor Vujačić                  | Partizan                      |
| 2022 | Stefan Savić   | Atlético Madrid               | Stefan Mugoša                | Incheon United Vissel Kobe      | Nikola Krstović               | Dunajská Streda               |

### Spieler
- Platz: Nennt die Platzierung des Spielers innerhalb dieser Rangliste. Diese wird durch die Anzahl der Titel bestimmt. Bei gleicher Anzahl von Titeln wird alphabetisch sortiert.
- Name: Nennt den Namen des Spielers.
- Anzahl: Nennt die Anzahl der errungenen Titel.
- Jahre: Nennt die Spielzeit(en), in denen der Spieler Fußballer des Jahres wurde.

| Platz | Name           | Anzahl | Jahre                                    |
| ----- | -------------- | ------ | ---------------------------------------- |
| 1.    | Mirko Vučinić  | 7      | 2006, 2007, 2008, 2010, 2011, 2012, 2013 |
| 2.    | Stefan Savić   | 6      | 2016, 2017, 2018, 2020, 2021, 2022       |
| 3.    | Stevan Jovetić | 2      | 2009, 2015                               |
| 4.    | Marko Baša     | 1      | 2014                                     |
|       | Stefan Mugoša  | 1      | 2019                                     |

### Vereine
Bisher wurden nur Spieler ausgezeichnet, die nicht in Montenegro spielen.
- Platz: Nennt die Platzierung des Vereins innerhalb dieser Rangliste. Diese wird durch die Anzahl der Titel bestimmt. Bei gleicher Anzahl von Titeln wird alphabetisch sortiert.
- Verein: Nennt den Namen des Vereins.
- Anzahl: Nennt die Anzahl der errungenen Titel.
- Jahre: Nennt die Spielzeit(en), in denen Spieler des Vereins Fußballer des Jahres wurden.

| Platz | Verein          | Anzahl | Jahre                              |
| ----- | --------------- | ------ | ---------------------------------- |
| 1.    | Atletico Madrid | 6      | 2016, 2017, 2018, 2020, 2021, 2022 |
| 2.    | AS Rom          | 4      | 2006, 2007, 2008, 2010             |
| 2.    | Juventus Turin  | 3      | 2011, 2012, 2013                   |
| 3.    | AC Florenz      | 1      | 2009                               |
|       | OSC Lille       | 1      | 2014                               |
|       | Incheon United  | 1      | 2019                               |

### Positionen
- Platz: Nennt die Platzierung der Position innerhalb dieser Rangliste. Diese wird durch die Anzahl der Titel bestimmt. Bei gleicher Anzahl von Titeln wird alphabetisch sortiert.
- Position: Nennt die Position.
- Anzahl: Nennt die Anzahl der errungenen Titel.

| Platz | Position   | Anzahl |
| ----- | ---------- | ------ |
| 1.    | Stürmer    | 10     |
| 2.    | Abwehr     | 7      |
| 3.    | Mittelfeld | 0      |
| 0     | Torwart    | 0      |